# 흰등멸구
흰등멸구는 멸구과의 곤충이다. 몸길이는 4~4.5 mm이다. 몸은 담황색이며 암컷이 수컷보다 옅다. 정수리는 돌출하여 너비의 1.5배이다. 방패판의 중앙부는 긴 6각형으로서 황백색이고 양쪽은 검정색이다.